# Quetschhahn

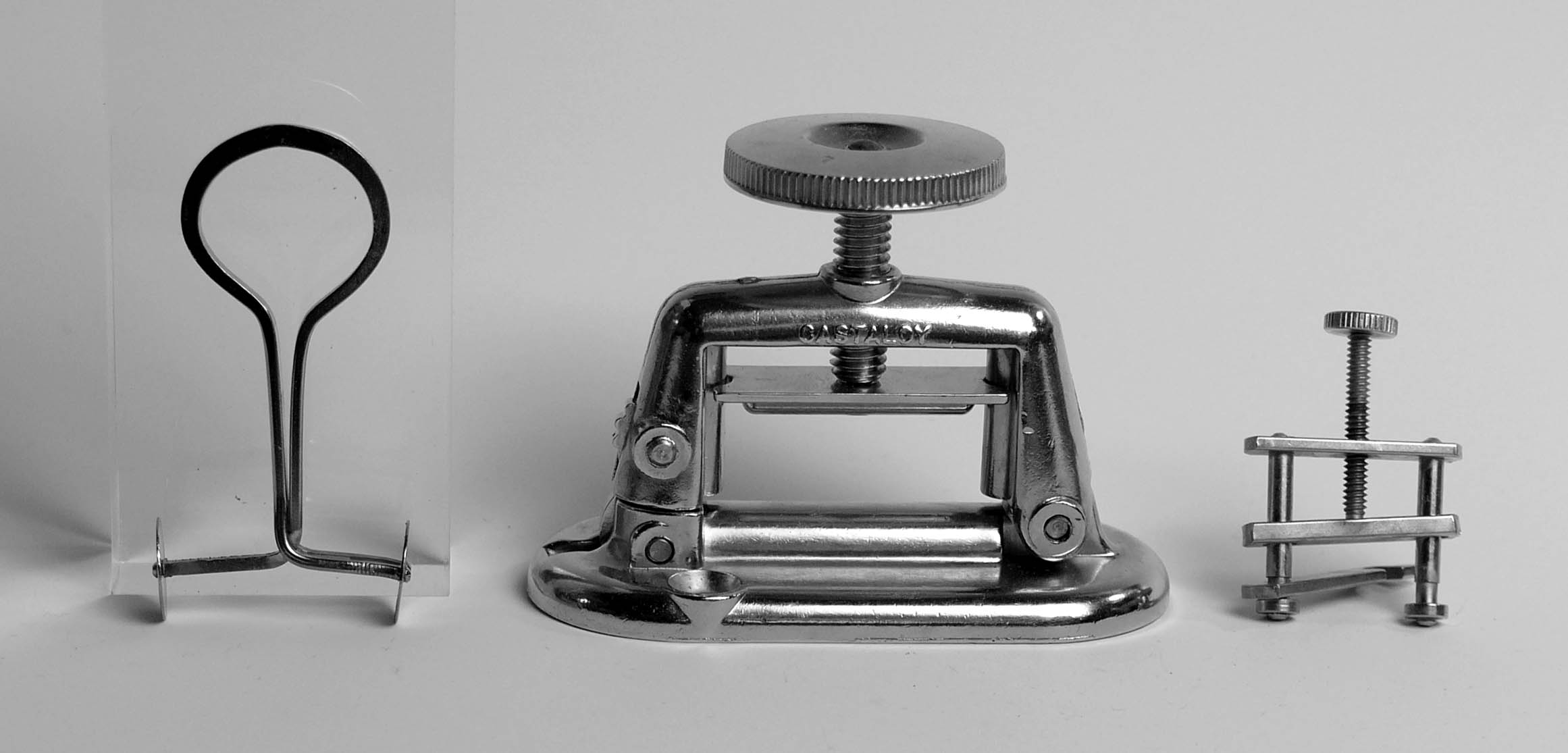
Quetschhähne

Ein Quetschhahn ist eine Schlauchklemme, mit der ein Schlauch zusammengedrückt wird, um den Durchfluss von Gasen oder Flüssigkeiten zu regulieren. So wird der Stoffstrom teilweise oder vollständig verhindert.
Quetschhähne gibt es in federnder Ausführung (Quetschhahn nach Mohr) und aufklappbar mit zwei Bügeln (Quetschhahn nach Hoffmann), die den dazwischen liegenden Schlauch zusammendrücken und abklemmen. Zur leichteren Handhabung können die Bügel auch seitlich geöffnet sein, womit das Ausklappen der Bügel entfällt.
Quetschhähne werden aus Messing vernickelt und Stahl hergestellt und bei Bedarf in einer schweren Ausführung angeboten, welche Schraubhahn genannt wird. Die Spannlängen betragen etwa 10 mm bis 60 mm, die Quetschbreiten bis 60 mm.
Um zähe Flüssigkeiten wie Honig, Konfitüre oder warme Schokolade aus einem großen Behälter sauber und exakt in kleinere Gefäße abzufüllen, gibt es Quetschhähne mit Auslaufrohr. Mittels einer verschiebbaren Auslaufplatte wird das zähe Medium nach Erreichen der gewünschten Menge „abgequetscht“ (technisch gesehen ein Absperrschieber). Es tropft nichts mehr nach, und der Abfüllvorgang wird dadurch sofort beendet. Solche Quetschhähne gibt es in Kunststoff-, Messing-vernickelt oder in Edelstahl-Ausführung.

## Ähnliches
- Siehe auch Schlauchschelle